# 10882 Сінонаґа
10882 Сінонаґа (10882 Shinonaga) — астероїд головного поясу, відкритий 3 листопада 1996 року.
Тіссеранів параметр щодо Юпітера — 3,320.
Названо на честь Сінонаґи (яп. しのなが(篠永) сінонаґа).